# Saguia el Hamra

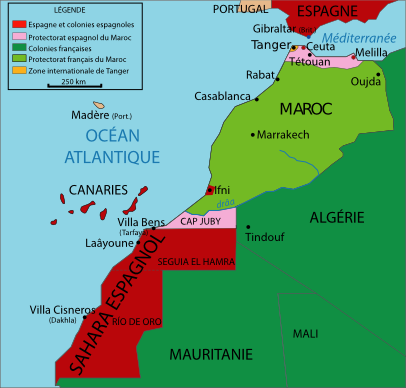
Kaart van de Spaanse Sahara met de provincie Saguia el Hamra

Saguia el Hamra was het noordelijke van de twee districten van de voormalige Spaanse kolonie Spaanse Sahara.  Samen met het zuidelijke district Río de Oro maakt het nu deel uit van het door Marokko bezette gedeelte van de Westelijke Sahara. Het gebied is vernoemd naar de gelijknamige wadi die er doorheen loopt en betekent "Het Rode Kanaal". 

De totale oppervlakte van de provincie bedroeg 82.000 km². De hoofdstad was El Aaiún, thans als al-Ajoen geschreven.

Van 1904 tot 1924 was Saguia el Hamra een protectoraat van Spanje. In 1924 werd het met het district Río de Oro onderdeel van een nieuw gevormde kolonie (Spaanse bezittingen in de Westelijke Sahara). Met het noordelijker gelegen protectoraat Kaap Juby (Cabo Juby) werden Saguia el Hamra en Río de Oro in 1946 verenigd tot de kolonie Spaans West-Afrika. In 1952 kwam ook de kolonie Ifni erbij. Spaans West-Afrika werd in 1958 weer opgeheven: Kaap Juby werd overgedragen aan Marokko, Ifni werd weer een aparte kolonie en Saguia el Hamra en Río de Oro vormden tot 1975 de kolonie Spaanse Sahara. 